# Arima Toyōji
Arima Toyōji (有馬 豊氏?   1569 - 1642) fue un samurái y daimyō del período Sengoku.
Durante la Batalla de Sekigahara, Toyōji peleó para Tokugawa Ieyasu en Akasaka (Mino) en contra de Oda Hidenobu, por lo que posteriormente recibió el han de Fukuchiyama (en Tamba), el cual estaba valorado en 80,000 koku. Durante el Asedio de Osaka estuvo nuevamente del lado del shogunato Tokugawa donde cortó 57 cabezas. En 1620 recibió el han de Kurume (en Chikogu), estimado en 210,000 koku. Participó además en la Rebelión Shimabara de 1637.
Falleció en 1642 a los 74 años de edad.